# Salvatore Visco
Salvatore Visco (* 28. července 1948 Neapol) je italský římskokatolický duchovní a emeritní arcibiskup Capui.

## Život
Narodil se 28. července 1948 v Neapoli.
Vstoupil do arcibiskupského semináře. Teologické a filosofické vzdělání získal na Papežské teologické fakultě Jižní Itálie. Dne 14. dubna 1973 byl vysvěcen na kněze a inkardinován do diecéze Pozzuoli. Stal se farním vikářem farnosti Maria Santissima Desolata v Bagnoli (Neapol), následně ve farnosti Mater Domini tamtéž.
Od roku 1985 byl vedoucím liturgického úřadu diecéze a biskupským delegátem pro trvalé jáhny. Roku 1994 byl ustanoven generálním vikářem diecéze a děkanem kapituly. Dne 5. dubna 2007 jej papež Benedikt XVI. jmenoval biskupem Isernie-Venafra. Biskupské svěcení přijal 2. června z rukou kardinála Giovanni Battisty Re a spolusvětiteli byli biskup Gennaro Pascarella a biskup Silvio Padoin.
Dne 30. dubna 2013 byl papežem Františkem ustanoven arcibiskupem Capui. Dne 11. prosince 2023 přijal papež jeho rezignaci z důvodu dosažení kanonického věku 75 let.